# 波斯塔莱肖
波斯塔莱肖（義大利語：Postalesio），是意大利松德里奥省的一个市镇。总面积10平方公里，人口648人，人口密度64.8人/平方公里（2009年）。国家统计（ISTAT）代码为014053。